# Bíró Szabolcs (író)
Bíró Szabolcs (Dunaszerdahely, 1988. július 29. –) szlovákiai magyar író, hagyományőrző, művelődésszervező, vállalkozó. A székirodalom fogalmának megalkotója, a Szent György Lovagrend tagja, Eger Kulturális Nagykövete. Első néhány könyvét Francis W. Scott álnéven írta, emellett újságíróként, rockénekesként, könyvkiadóként, antikváriusként és a szlovákiai magyar Pátria Rádió munkatársaként is tevékenykedett.

## Életrajza
Bíró Szabolcs 1988. július 29-én született a felvidéki Dunaszerdahelyen. Az írói vénát saját bevallása szerint édesapjától örökölte, és már kisgyermekként versikéket, rövid történeteket fabrikált. A versírással később felhagyott, a próza szerelmese lett. Tizenöt évesen kóstolt bele először a novellaírásba, eleinte főleg a fantasy műfajához és a kalóztörténetekhez vonzódott. Tizenhat évesen, gimnazistaként kezdett aktív kulturális tevékenységbe: íróként, újságíróként, az iskolaújság főszerkesztőjeként és énekesként is bontogatta szárnyait. Prózai művei mellett 2006-tól több száz cikke jelent meg különböző újságok és magazinok hasábjain. 2010 októberétől 2012 januárjáig könyv- és filmkritikusként dolgozott a szlovákiai magyar Pátria Rádiónál. 2013-ban Vissza a középkorba! címmel önálló rovatot jegyzett a Csallóköz c. regionális hetilapban, melybe később könyvajánlókat, recenziókat írt. Számos elfoglaltsága mellett elsősorban regényírónak tartja magát. 2011 óta minden erejével tudatosan a magyar kultúra és történelem gondozásán dolgozik. 2012-ben vette feleségül múzsáját, Bíró Huszár Ágnest, akitől 2013-ban született Bíró Bence nevű fia. 2016-ban Visegrádon a Szent György Lovagrend tagjává avatták, 2017-ben pedig a város vezetésétől megkapta az Eger Kulturális Nagykövete címet.

## Írói pályája
Regényíróként 2007-ben debütált, Francis W. Scott néven, mely álnév alatt összesen hat könyve jelent meg. 2010 első napjától kezdve kizárólag polgári nevén publikál, saját bevallása szerint székirodalmat ír, és leginkább középkori témájú történelmi regényeken dolgozik, habár időnként egyéb műfajokban is kipróbálja magát. Első komolyabb sikerét Sub Rosa c. regényének köszönheti, mely három különböző kiadást is megért, a szakmai hírnevet azonban a többféle kiadásban is piacra bocsátott Non nobis Domine c. történelmi regénye hozta meg számára. 2014-ben megjelent Ragnarök c. regényével rövid kitérőt tett a vikingek és az óskandináv mitológia világába, ám azután ismét visszatért a magyar középkorhoz: tizenöt részesre tervezett, Anjouk c. történelmi regénysorozatát az Athenaeum Kiadó gondozza. 2017-ben jelent meg első ifjúsági kalandregénye, az Elveszett csillagok a Főnix Könyvműhelynél, illetve első mesekönyve, A sárkány, aki nem akart aludni a Manó Könyvek gondozásában, Korsós Szabina illusztrációival.

## A rockénekes
Bíró Szabolcs az írás mellett énekesként is ismert. 2004 óta volt tagja a Csak Van zenekarnak, mellyel kilenc év alatt több száz koncertet adtak, két rockzenei tehetségkutatón is taroltak, megjárták a Megasztár ötödik szériáját (majd a döntőbe jutáshoz szükséges, egyoldalú szerződés láttán hátat is fordítottak neki), 2007-ben felvették 1 című promóciós CD-jüket, 2011-ben pedig kiadták első nagylemezüket, a Mindennek a teteje című albumot. Bíró Szabolcs rövid ideig, 2011-2012 között a Mojo Risin' zenekar tagjaként is tevékenykedett. 2013 végén lezárta aktív zenei pályáját, habár különböző kisebb produkciók énekesi posztján ezután is fel-feltűnt: hol az írókból-költőkből álló OlvÉjsz Band, hol a Gálffy József gitárossal közös Jam It All alkalmi formáció frontembereként. 2017-ben került fel a YouTube-ra a Bogyóbatman című gyerekdala, 2018-ban a húszéves Expired Passport születésnapi nagykoncertjén énekelt, majd 2019-ben elvállalta a HaddelHadd rockzenekar énekesi posztjának betöltését, ezzel ismét visszatérve az aktív zenéléshez.

## Székirodalom
Bíró Szabolcs kerekesszékben él, ezt a helyzetet pedig humorosan, ironikusan fogja fel. Innen ered a székirodalom kifejezés, melyet Szabó Lászlóval, a Csak Van zenekar basszusgitárosával találtak ki, 2008 decemberében. Ez a kategória egyben azt is sejteti, hogy az író nem kíván egyetlen műfaj mellett lecövekelni: a székirodalomba bármilyen irodalmi kategória belefér. Emellett a "székirodalom" kifejezés az évek során egyfajta branddé erősödött: az író minden évben ún. székirodalmi könyvturné keretein belül indul előadó- és dedikálókörútra, 2015-től pedig rendszertelen időközönként (főleg a könyvturnék egy-egy állomása után) jelentkezik a Székirodalom vlog címen futó videónaplója egyes epizódjaival.

## Historium – minőségi történelem
2011 májusában jött létre a Historium Kiadó, az író egyéni vállalkozása, melynek célja a magyar történelem minőségi felelevenítése volt mind könyvkiadás, mind rendezvényszervezés, mind közösségépítés által. A rövid életű kiadó égisze alatt 2011 őszétől 2016 végéig összesen kilenc regény, egy ún. zsebregény, hét novelláskötet és négy helytörténeti témájú kiadvány jelent meg. A kiadó feloszlása után megalakult a Historium Polgári Társulás, mely elődje szellemiségében működött tovább, ám már csak a rendezvényszervezést vitte tovább, majd rövid idő alatt ez a társulás is feloszlott.

## Csallóközi Anjou Károly Bandérium
2014 tavaszán Bíró Szabolcs és Gerő Péter kezdeményezésére alakult meg a Csallóközi Anjou Károly Bandérium névre keresztelt hadi hagyományőrző és történelmi életmód-rekonstrukciós közösség, mely az 1300-as évek első felére, Károly Róbert uralkodási idejére összpontosít. A közösség tagjai felszerelésük jó részét maguk készítik, vagy más hagyományőrző kézművesektől szerzik be. A csapat folyamatosan fejlődik, és állandó jelleggel igyekszik bővíteni kelléktárát. A bandérium célja, hogy közösségben dolgozva mindig precízen, tudományos igényességgel haladjanak a hitelesség útján. A csapat munkájában Bíró Szabolcs mint szellemi vezető vett részt, míg 2017 végén ki nem szállt, mivel egyre szaporodó írói munkái és állandó könyvturnéi miatt nem tudott kellő időt és energiát fordítani a csapatra. A Csallóközi Anjou Károly Bandérium tehát 2018-tól az író nélkül működik tovább.

## Művei
| Cím              | Műfaj                       | Kiadó               | Megjelenés éve |
| ---------------- | --------------------------- | ------------------- | -------------- |
| Naplemente       | krimi / kisregény           | szerzői magánkiadás | 2007           |
| A Sivatag Szeme  | krimi / regény              | Vagabund Kiadó      | 2008           |
| Hóhér            | lélektani kisregény         | szerzői magánkiadás | 2008           |
| Cosa Nostra      | krimi / kisregény           | szerzői magánkiadás | 2008           |
| Az elásott titok | krimi / kisregény-antológia | Vagabund Kiadó      | 2009           |
| Távol mindentől  | novelláskötet / e-könyv     | Adamo Books         | 2009           |

| Cím                                                                 | Műfaj                             | Kiadó                                                       | Kiadás éve     |
| ------------------------------------------------------------------- | --------------------------------- | ----------------------------------------------------------- | -------------- |
| Sub Rosa                                                            | kultúrtörténeti krimi / regény    | 1. Median Kiadó 2. Historium Kiadó 3. Ulpius-ház Könyvkiadó | 2010 2011 2012 |
| A Sub Rosa tanulmányút                                              | útinapló / e-könyv                | szerzői magánkiadás                                         | 2010           |
| Az ötödik parancsolat                                               | történelmi krimi / kisregény      | Median Kiadó                                                | 2010           |
| Zsírkígyó                                                           | miniatűr rockregény               | szerzői magánkiadás                                         | 2010           |
| Non nobis, Domine I. – Kelet oroszlánja                             | történelmi regény                 | Ulpius-ház Könyvkiadó                                       | 2012           |
| Non nobis, Domine II. – Az utolsó vörös barát                       | történelmi regény                 | Ulpius-ház Könyvkiadó                                       | 2012           |
| Non nobis Domine – egykötetes kiadás (Az Anjouk előzménytörténete)  | történelmi regény                 | 1. Historium Kiadó 2. Athenaeum Kiadó                       | 2012 2016      |
| Nyugat őre                                                          | történelmi elbeszélés / zsebkönyv | Historium Kiadó                                             | 2013           |
| Ragnarök                                                            | történelmi fantasy                | 1. Historium Kiadó 2. Athenaeum Kiadó                       | 2014 2022      |
| Anjouk – I. rész: Liliom és vér                                     | történelmi regény                 | Athenaeum Kiadó                                             | 2015           |
| Anjouk – II. rész: Lángmarta dél                                    | történelmi regény                 | Athenaeum Kiadó                                             | 2015           |
| Anjouk – III. rész: Az utolsó tartományúrig                         | történelmi regény                 | Athenaeum Kiadó                                             | 2016           |
| A sárkány, aki nem akart aludni                                     | mesekönyv                         | Manó Könyvek                                                | 2017           |
| Elveszett csillagok                                                 | ifjúsági kalandregény             | 1. Főnix Könyvműhely 2. Athenaeum Kiadó                     | 2017 2023      |
| Anjouk – IV. rész: Szent György testvérei                           | történelmi regény                 | Athenaeum Kiadó                                             | 2017           |
| Anjouk – V. rész: Ötvenezer lándzsa                                 | történelmi regény                 | Athenaeum Kiadó                                             | 2018           |
| Anjouk – VI. rész: Királyok éneke                                   | történelmi regény                 | Athenaeum Kiadó                                             | 2019           |
| A sárkány, aki nem akart tüzet okádni                               | mese / e-könyv                    | szerzői magánkiadás                                         | 2020           |
| Az akadályzabáló                                                    | interjúkötet / e-könyv            | szerzői magánkiadás                                         | 2020           |
| Lázár evangéliuma                                                   | történelmi horror-fantasy         | Athenaeum Kiadó                                             | 2020           |
| Anjouk – VII. rész: A birodalom ura                                 | történelmi regény                 | Athenaeum Kiadó                                             | 2021           |
| Akit háromszor koronáztak                                           | történelmi képregény-füzet        | Képes Krónikák Kiadó                                        | 2021           |
| Anjouk – VIII. rész: Dél pörölye                                    | történelmi regény                 | Athenaeum Kiadó                                             | 2023           |
| Non nobis Domine – díszdobozos kiadás, Várai Artúr illusztrációival | történelmi regény                 | Athenaeum Kiadó                                             | 2023           |
| Az ötödik parancsolat – és egyéb történetek                         | történelmi novelláskötet          | Athenaeum Kiadó                                             | 2024           |
| Anjouk – IX. rész: A pusztulás dala                                 | történelmi regény                 | Athenaeum Kiadó                                             | 2025           |

| Cím                                                 | Műfaj                       | Kiadó                                          | Kiadás éve |
| --------------------------------------------------- | --------------------------- | ---------------------------------------------- | ---------- |
| Madách Kalendárium 2011                             | kalendárium                 | Madách-Posonium                                | 2011       |
| Pokoli szimfóniák                                   | mágikus realizmus, thriller | Median Kiadó                                   | 2011       |
| Enumeráció                                          | szépirodalom                | Kárpát-medencei Tehetséggondozó Nonprofit Kft. | 2016       |
| Az Athenaeum nagy képes kalendáriuma a 2019-es évre | kalendárium, szépirodalom   | Athenaeum Kiadó                                | 2018       |
| Szlovákiai magyar szép irodalom 2021                | szépirodalom                | Szlovákiai Magyar Írók Társasága               | 2021       |

## Díjak és elismerések
Pegazus Alkotópályázat:
- 1. helyezés a Hóhér c. kisregényért, 2007
- Grendel Lajos védnöki különdíja a Hóhér c. kisregényért, 2007
- 2. helyezés a Különös eset c. novelláért, 2008

Ösztöndíjak:
- A Szlovák Irodalmi Alap (Literárny Fond) ösztöndíja a Non nobis, Domine c. történelmi regény írására, 2010
- A Szlovák Irodalmi Alap (Literárny Fond) ösztöndíja a Nyugat őre c. történelmi kisprózta írására, 2013
- A Szlovák Irodalmi Alap (Literárny Fond) ösztöndíja az Anjouk – II. rész: Lángmarta dél c. történelmi regény írására, 2015
- A Kisebbségi Kulturális Alap (KultMinor) ösztöndíja az Anjouk – VII. rész: A birodalom ura c. történelmi regény írására, 2021
- A Kisebbségi Kulturális Alap (KultMinor) ösztöndíja az Anjouk – IX. rész: A pusztulás dala c. történelmi regény írására, 2024

Egyéb elismerések:
- A Szent György Lovagrend felavatott tagja (2016)
- Eger Kulturális Nagykövete (2017)
- A Szent György Lovagrend lovagkeresztje, hadiszalagon a Szent Koronával (2018)